# AN/SQS-56
Das AN/SQS-56 ist eine aktiv/passive Sonaranlage für den Einsatz auf Überwasserschiffen. Sie wird von dem US-Konzerne Raytheon hergestellt.

## Beschreibung
Das SQS-56 (Exportbezeichnung: DE1160) wurde für den Einsatz auf Fregatten entworfen und kann Seeminen, Torpedos und U-Boote orten und verfolgen. Es verfügt über einen MTI-Modus sowie aktive Abwehrmaßnahmen gegen Torpedos. Ein Großteil des Systems basiert auf COTS-Hardware, wodurch die Anschaffungskosten gesenkt werden konnten. Das Sonar selbst kann bis zu 36 unabhängige Sende- und Empfangskanäle zur Verfügung stellen, und die Computersysteme sind so ausgelegt, dass ein zusätzliches Schleppsonar mit geringem Aufwand integriert werden kann.

## Plattformen
- Oliver-Hazard-Perry-Klasse
- MEKO-Schiffsreihe
- Maestrale-Klasse
- Abukuma-Klasse (jap. Bezeichnung: OQS-8)

## Technische Daten
- Frequenzbereich: 6,7 / 7,5 / 8,4 kHz[2]
- Bandbreite je Kanal: 400 Hz, 800 Hz, 1600 Hz[2]
- Impulsfolgefrequenz: 5 – 2.180 Hz
- Abstrahlleistung: 218 – 232 dB